# Life-Size
Life-Size is een televisiefilm uit 2000 onder regie van Mark Rosman. Het is de tweede film waarin Lindsay Lohan verschijnt. Ze maakte twee jaar eerder haar filmdebuut in The Parent Trap (1998).

## Verhaal
Casey Stuart is sinds de dood van haar moeder een eenzaam type geworden. Haar vader Ben heeft zich volop gestort op zijn werk op het advocatenkantoor. Zijn collega Drew koopt een pop voor Casey's verjaardag. Ondertussen probeert Casey haar moeder tot leven te wekken via een spreukenboek dat ze uit een boekwinkel heeft gestolen. Ze wil aan haar ritueel beginnen, wanneer Drew binnenkomt en alles verpest.
Casey doet later de spreuk opnieuw. Deze blijkt tot haar verrassing te werken, maar niet op haar moeder. In plaats daarvan, wordt haar pop Eve tot leven gewekt. Casey gaat onmiddellijk terug naar de boekwinkel om het boek te vinden waarin staat hoe een spreuk teruggedraaid wordt. Om haar te stoppen, vertelt Eve tegen de kassamedewerker dat Casey het spreukenboek heeft gestolen. Casey vlucht, maar valt op een drukke weg en wordt bijna aangereden door een auto. Eve weet deze echter net op tijd te stoppen.
Ben is Eve meer dan dankbaar en biedt haar een verblijf in de logeerkamer aan om dit te tonen. Daarnaast regelt hij een baan voor haar op zijn advocatenkantoor. Eve realiseert zich dat ze zich maar moeilijk staande kan houden in de wereld, maar schept wel een band op met Ben. Ze zoenen elkaar, wanneer Casey ze betrapt. Ze barst in tranen uit.
Nadat Eve de verkoop van haar poppen naar boven heeft gehaald, verandert ze zichzelf weer terug naar een pop. Ben begint uit te gaan met Drew en Casey is voor het eerst sinds de dood van haar moeder weer gelukkig.

## Rolverdeling
| Acteur           | Personage     |
| ---------------- | ------------- |
| Lindsay Lohan    | Casey Stuart  |
| Tyra Banks       | Eve           |
| Jere Burns       | Ben Stuart    |
| Anne Marie Loder | Drew Mitchell |